# Ширли Хазард
Ширли Хазард (енгл. Shirley Hazzard, Сиднеј, Аустралија, 30. јануар 1931 — Менхетн, Њујорк, 12. децембар 2016) била је аустралијско-амерички романописац, писац кратких прича и есејиста. Рођена је у Аустралији и такође је имала америчко држављанство. 
Хазардин роман The Bay of Noon из 1970. био је у ужем избору за награду Lost Man Booker 2010; њен роман The Great Fire Велики пожар из 2003. освојио је Националну књижевну награду САД за фикцију, награду Мајлс Френклин и медаљу Вилијам Дин Хауелс. Хазард је такође писала документарну литературу, укључујући две књиге засноване на њеном искуству рада у Секретаријату Уједињених нација, које су биле веома критичне према организацији.

## Рани живот
Хазард је рођена у Сиднеју, као млађа ћерка од оца Велшанина (Reginald Hazzard) и мајке Шкотлађанке (Catherine Stein Hazzard), од којих су обоје емигрирали у Аустралију 1920-их и који су се упознали док су радили за фирму која је те године изградила Сиднејски мост у Сиднеју.   Похађала је Квинвуд школу за девојчице у Мосману, Нови Јужни Велс, али је напустила 1947. када је њен отац постао дипломата и послат у Хонг Конг.
Хазардови родитељи су намеравали да она студира на тамошњем универзитету, али је он уништен у рату.Уместо тога, са 16 година почела је да ради за Британску комбиновану обавештајну службу, све док није „брутално уклоњена судбином“ – прво у Аустралију, пошто јој је сестра била болесна, а затим на Нови Зеланд, када је њен отац постао Аустралијанац, а потом тамо Комесар за трговину.  Она је о свом искуству Истока рекла да сам „почела да осећам да људи могу да уживају у животу, да треба да уживају у животу“.
Са 20 година, 1951. године, Хазард и њена породица преселили су се у Њујорк, а она је радила у Секретаријату Уједињених нација као дактилографкиња око 10 година. Године 1956. била је послата у Напуљ на годину дана и почела је да истражује Италију; коју је посећивала сваке године неколико година касније.

## Писање
Хазард је написала своју прву кратку причу, Woollahra Road, 1960. године док је била у Сијени, а следеће године ју је прихватио и објавио часопис The New Yorker. Дала је оставку на функцију у Уједињеним нацијама и почела да пише са пуним радним временом. Њена прва књига Cliffs of Fall, објављена 1963. године, била је збирка прича које су се раније појављивале у часопису. Њен први роман, The Evening of the Holiday (Празнично вече), објављен је 1966. Њен други, The Bay of Noon, појавио се 1970. године и прати Британце у Италији убрзо након Другог светског рата.The Guardian је назвао The Transit of Venus (Транзит Венере), трећи Хазардов роман, њеним „пробојом“.  Прати пар сестара из Аустралије које живе веома различитим животима у послератној Британији. Амерички академик Мајкл Гора пише: „Његов друштвени пејзаж биће познат сваком читаоцу Лесинга, Мардока или Драбла, а ипак то није енглески роман. Хаззарду недостаје брига о племенитости – за или против – која обележава скоро све енглеске писце њену генерацију. Она има најнижи поглед за нијансе класе... а ипак изгледа да нема ништа улог у томе да све то спусти." 
Хаззардов последњи роман, The Great Fire (Велики пожар), појавио се више од 20 година касније. Његов протагониста је британски ратни херој у Азији неколико година након рата. 
Поред белетристике, Хазард је написала две публицистичке књиге које критикују Уједињене нације: Defeat of an Ideal (Пораз идеала) (1973) и Countenance of Truth (Личење истине) (1990). Пораз идеала представља доказ о очигледно раширеном макартизму у Секретаријату од 1951. до 1955. Личење истине наводи да су високе међународне дипломате биле свесне нацистичке прошлости Курта Валдхајма, али су му дозволиле да се уздигне кроз редове Секретаријата до позиције генералног секретара, што је она први пут изнела у чланку New Republic (Нове републике) из 1980. године.   Њена збирка кратких прича, People in Glass Houses (Људи у стакленим кућама), представљена је као сатира на The Organisation (Организацију), очигледно инспирисана Уједињеним нацијама. 
Хазард је написала Greene on Capri (Грин на Каприју), мемоаре о свом пријатељству са супругом Френсисом Стигмулером, Флоберовим научником  и његовим другаром у књижевности и путовањима Грејемом Грином, кога је упознала 1960-их и сматрала да има утицај.   Њено последње дело публицистике, The Ancient Shore: Dispatches from Naples (Древна обала: Депеше из Напуља) (2008), је збирка списа о Напуљу чији је коаутор Стигмулер. 

### Стил и теме
Хазард се дивила писању Хенрија Џејмса и Ајви Комтон-Бернет, а критичари су приметили сличности са њиховим радом, посебно у коришћењу дијалога.   Критичари су Хазардов стил назвали „строгим“ и сажетим. 
Критичари су приметили да Хазардови ликови и заплети често одражавају догађаје и људе у њеном животу. Према једном коментатору, Хазардов рани живот „био је копија живота Хелен Дрискол“ (хероине Велике ватре).  Хелен и њен брат, Бенедикт на самрти, описују се као „чудесно начитани, поетски пар који живи у књижевности“, а Хазард је једном рекла да је поезија одувек била центар њеног живота.  Поред тога, Хелен Дрискол мора да се пресели на Нови Зеланд, као што је Хазард урадила.  Слично томе, лик Елизабет у Хазардовој краткој причи Sir Cecil's Ride је млад, живи у Хонг Конгу и ради за Combined Services Intelligence. 
Кристин Кирни је написала у The Canberra Times-у да Хазардова „фина и формална проза садржи високоумне протагонисте који цене љубав, лепоту и уметност, и које филистерци или бешћутници у њиховој средини често муче”, додајући, „док Хазард има елеганцију без премца и контрола над њеним материјалом без напора, њена повремена охолост може изгледати наивно савременој публици." 
Претпоставља се да Хазардова проза одражава њену љубав према поезији, кроз њену алузивност, суптилно понављање, употребу метафора и „забринутост за све невидљиве силе које утичу на свакодневну стварност“. 
Ричард Едер је написао у The New York Times да је Greene on Capri (Грин на Каприју) „била дводеценијска укрштеница коју је списатељица Ширли Хазард започела тог дана, претпостављајући из своје уобичајене суздржаности и учтивости привилегију сићушне књижевне масонерије која још увек може да говори јарде поезије напамет“.

## Награде и почасти
Године 1977, Хазардова кратка прича "A Long Story Short", првобитно објављена у The New Yorker 26. јула 1976, добила је награду О. Хенри.  The Transit of Venus (Транзит Венере) освојио је 1980. награду Националног круга критичара књига  и уврштен је у The Australian Collection (Аустралијску колекцију), зборник највећих књига Аустралије.
Велики пожар је добио Националну награду за књигу 2003,  награду Мајлс Френклин 2004, и медаљу Вилијам Дин Хауелс 2005 ; такође је ушла у ужи избор за Женску награду за белетристику, у дугој листи за Награду Букер 2004, а часопис The Economist прогласио је за књигу године 2003.  The Bay of Noon је номинован за Lost Man Booker Prize 2010. 
Хазард је била члан Америчке академије и Института за уметност и књижевност и Британског краљевског друштва за књижевност, и почасни члан Аустралијске академије хуманистичких наука.  Године 1984. Аустралијска радиодифузна корпорација позвала ју је да одржи Boyer Lectures, серију радио разговора које сваке године држи истакнути Аустралијанац. Разговори су објављени следеће године под насловом Coming of Age in Australia (Пунолетство у Аустралији).  2012. године одржана је конференција у њену част у њујоршкој библиотеци друштва и Универзитету Колумбија. 

## Лични живот
Године 1963. Хазард се удала за писца Френсиса Стигмулера и пар се преселио у Европу. У почетку су живели у Паризу, са посетама Италији, а почетком 1970-их настанили су се на Каприју.  Такође су задржали стан у Њујорку. Хазард и Стигмулер су у августу одлазили у Њујорк, „да пишу у миру, пошто нема никога“, а затим се на јесен враћали у Италију.
Стеегмуллер је умро 1994.
Хазард је умрла у Њујорку 12. децембра 2016. године у 85. години. Пријављено је да је имала деменцију. 

### Новеле
- The Evening of the Holiday (Вече празника) (1966) [9]
- The Bay of Noon (1970), у ужем избору за на Lost Man Booker Prize[5]
- The Transit of Venus (Транзит Венере) (1980), добитник награде Националног круга књижевних критичара за белетристику [2]
- The Great Fire (Велики пожар) (2003), добитник Националне књижевне награде за белетристику и награде Мајлса Френклина [2] [18]

### Збирке кратких прича
- Cliffs of Fall and Other Stories (1963)[24]
- People in Glass Houses (Људи у стакленим кућама) (1967) [9]

### Документарна литература
- Defeat of an Ideal: A Study of the Self-destruction of the United Nations (Пораз идеала: Студија о самоуништењу Уједињених нација) (1973) [18]
- Coming of Age in Australia (Пунолетство у Аустралији) (1985) [24]
- Countenance of Truth: The United Nations and the Waldheim Case (Обличје истине: Уједињене нације и случај Валдхајм) (1990) [18]
- Greene on Capri: A Memoir (Грин на Каприју: Мемоари) (2000) [2]
- The Ancient Shore: Dispatches from Naples (Древна обала: Депеше из Напуља) (2008) (са Francis Steegmuller) [18]
- We Need Silence to Find Out What We Think: Selected Essays (Треба нам тишина да бисмо сазнали шта мислимо: одабрани есеји) (2016)